# Rebekka Armstrong
Rebekka Lynn Armstrong es una activista de VIH y antigua culturista y modelo estadounidense. Fue Playmate del Mes para la revista Playboy en septiembre de 1986. Ocho años más tarde, fue la primera playmate en anunciar públicamente que era seropositiva.

## Biografía
Armstrong anunció que es seropositiva en el número de septiembre de 1994 de la revista The Advocate. Ella dijo que había conocido que poseía el virus desde 1989, pero que pasó los dos años siguientes al diagnóstico escondiéndose en el abuso de las drogas. Cuando se publicó el artículo de The Advocate, ella ya había salido como lesbiana y decidió educar a otros sobre el SIDA, especialmente en la comunidad de mujeres cerca cerca
bisexuales y homosexuales. Dijo no estar segura de cuándo contrajo la enfermedad, pero que pudo ser cuando tenía 16 años de edad. Cuando fue entrevistada en 1999 para AIDS Project Los Angeles se identificó a sí misma como bisexual y dijo que se había infectado a los 16 años de edad "que ella supiese". Un aviso de la University of Toledo en 2004 dijo que el fundador de Playboy Hugh Hefner y la Playboy Foundation asistieron financieramente a Armstrong en su campaña de concienciación del SIDA, el programa de educación College Campus Safer Sex.
En un discurso de 2013 a la comunidad de estudiantes universitarios en Spokane, Washington, Armstrong compartió detalles sobre los primeros días de su enfermedad, el agresivo tratamiento de zidovudina que llevaba, y un intento de suicidio seguido de un coma y una larga estancia en el hospital.
Además de su antigua carrera como modelo y su actual activismo, Armstrong también ha competido como culturista.

## Historial de concursos de culturismo
- 2004 Muscle Beach (Venice Playa, CA) – 1.º (LW & Overall)
- 2004 NPC Los Angeles Championship – 1.º (MW)
- 2005 NPC Pittsburgh – 1.º (MW & Overall)
- 2005 NPC Nationals – 12.º (HW)[6]
- 2009 NPC Los Angeles Championship - 1.º (HW y overall)
- 2009 NPC USA Championship - 7.º (LHW)